# Guledgudda
Guledgudda là một thị xã của quận Bagalkot thuộc bang Karnataka, Ấn Độ.

## Nhân khẩu
Theo điều tra dân số năm 2001 của Ấn Độ, Guledgudda có dân số 33.991 người. Phái nam chiếm 50% tổng số dân và phái nữ chiếm 50%. Guledgudda có tỷ lệ 66% biết đọc biết viết, cao hơn tỷ lệ trung bình toàn quốc là 59,5%: tỷ lệ cho phái nam là 76%, và tỷ lệ cho phái nữ là 55%. Tại Guledgudda, 12% dân số nhỏ hơn 6 tuổi.